# 島津久福
島津 久福（しまづ ひさとみ）は、幕末の薩摩藩家老。島津氏の分家・知覧島津家21代当主。家格は一所持で佐多・知覧を所領した。

## 生涯
文化10年（1813年）、父・島津久典が讒言を受けて隠居させられると、翌年にその跡を継いだ。天保5年（1834年）に江戸へ参勤し、2年あまり在府した。嘉永4年（1851年）若年寄に抜擢され、嘉永6年（1853年）ペリー来航の際には藩主・斉彬の命で再び江戸へ出府し、その後3年の間勤務した。
安政3年（1856年）家老に就任。斉彬の養女・篤姫が右大臣近衛忠煕の養女となる際に、表立って名前が見える。安政5年（1858年）に斉彬が没すると、幕府への報告の使者を務めている。その後は後継の茂久にも引き続き仕え、安政6年（1859年）には御軍役掛に就任したが、文久3年（1865年）家老職を辞した。また、この頃に嫡男・久徴に家督を譲っている。

## 登場作品
テレビドラマ
- 『篤姫』（2008年、NHK大河ドラマ、演：長沢大）